# Operacija Alba
Alba je tudi tuje ime za srednjeveško pesniško obliko svitanico.
Alba (italijansko zora) je bila mednarodna vojaška in humanitarna operacija v Albaniji pod poveljstvom Italije leta 1997. To je bila prva mednarodna operacija v sestavi mednarodnih mirovnih sil v kateri je sodelovala Slovenska vojska. 
Leta 1997 je takrat še 10. bataljon za mednarodno sodelovanje SV (danes 10. motorizirani bataljon SV) sodeloval v operaciji s sanitetno enoto ter enoto za varovanje le te. Enota je delovala v sestavi italijanskega kontingenta.